# 毛梗小檗
毛梗小檗（学名：Berberis hobsonii）为小檗科小檗属的植物。分布在中国大陆的西藏等地，生长于海拔3,400米至4,300米的地区，一般生长在高山栎林下、冷杉林和灌丛中，目前尚未由人工引种栽培。